# Міжнародний день музики
Міжнародний день му́зики (англ. International Music Day) був заснований за ініціативою Міжнародної музичної ради (IMC) при ЮНЕСКО, щорічно відзначається у всьому світі  1 жовтня.
Рішення про проведення Міжнародного дня музики було прийнято на 15-й Генеральній асамблеї IMC у Лозанні в 1973 році.
30 листопада 1974 голова Міжнародної музичної ради, сер Ієгуді Менухін і його заступник Борис Ярустовський звернулися до членів IMC з листом:

Перший Міжнародний день музики, заснований Міжнародною музичною радою, згідно з резолюцією 15-ї Генеральної асамблеї IMC, що пройшла в Лозанні в 1973 р., буде проведено 1 жовтня 1975
Мета цього свята:
- Поширення музичного мистецтва у всіх шарах суспільства;
- Реалізація властивих ЮНЕСКО ідеалів миру і дружби між народами, розвитку культур, обміну досвідом і взаємного шанобливого ставлення до естетичних цінностей один одного.

У листі наводиться також план музичних заходів, що могли б бути присвячені цьому Дню: концерти; творчі зустрічі з композиторами, виконавцями, музикознавцями; виставки музичних інструментів і творів мистецтва і фотографій, пов'язаних з музикою. Повний текст листа опубліковано на офіційному сайті IMC  .

## Альтернатива
Альтернативним і більш поширеним є Світовий День Музики — Fête de la Musique, що святкується в багатьох країнах.